# Standardpflegeplan
Ein Standardpflegeplan beschreibt in der professionellen Pflege die typischen Pflegeinterventionen bei bestimmten Pflegeproblemen und Pflegediagnosen oder in der speziellen Pflege bei bestimmten medizinischen Diagnosen. Standardpflegepläne orientieren sich am Pflegeprozess und beschreiben nicht nur einzelne Maßnahmen, sondern ganze Maßnahmenbündel. Der Standardpflegeplan muss dabei für den einzelnen Gepflegten individualisiert werden und in der Pflegedokumentation hinterlegt werden.

## Zielsetzung
Standardpflegepläne werden eingesetzt um die Pflegequalität zu erhöhen, die Einarbeitung neuer Mitarbeiter und Schüler zu erleichtern, die Pflegeplanung einfacher zu gestalten, Pflegehandlungen zu vereinheitlichen und die Dokumentation zu vereinfachen, insbesondere bei EDV-gestützten Dokumentationssystemen.
Die Standardpflegepläne werden häufig von Pflegepraktikern oder in einzelnen Pflegeeinrichtungen entwickelt, sollen aber in jedem Fall pflegewissenschaftliche Grundlagen und auf Expertenkonsens gründen, wie beispielsweise Expertenstandards.

## Vorteile
- Für die Pflegenden erleichtert ein Standardpflegeplan Routinearbeiten, erhöht die persönliche Sicherheit bei der Durchführung der Pflege, erhöht die Solidarität durch leichte Vermittlung der pflegepraktischen Grundlagen und erhöht die Arbeitszufriedenheit, weil die geleistete Arbeit anhand des Standardpflegeplans auch anderen Berufsgruppen in einfacher Darstellung zugänglich gemacht werden kann.[1]
- Für die Gepflegten erhöht der Standardpflegeplan die Sicherheit, denn in vergleichbaren Situation wird immer gleich reagiert, die Rehabilitation des Gepflegten wird gefördert, da rehabilitative Ansätze in beinahe jedem Standardpflegeplan enthalten sind und die Bewältigung der jeweiligen psychosozialen Situation wird erleichtert, da für die Bewältigung auch immer die Komponente der pflegerischen Unterstützung festgelegt wird.[1]

## Kritik
Die Standards wurden von einigen Pflegewissenschaftlern, beispielsweise von Sabine Bartholomeyczik und Angelika Zegelin und Claus Bölicke stark kritisiert. Hierbei wurde insbesondere die Konzentration auf selbstverständliche und grundlegende Themen, die vorrangig auf den Pflegeprozess und nicht auf das Ergebnis orientierte Ausrichtung der Standards, ein Mangel fachsprachlichen Niveaus und fehlender aktueller pflegefachlicher Erkenntnisse sowie die unreflektierte Übernahme tradierten Wissens bemängelt. Darüber hinaus stellte sich in der Kritik die Frage, ob der Versuch einer gleichzeitig speziellen wie allgemeingültigen Definition eines Standards einen logischen Fehler enthalten muss.